# Nayakwada
Nayakwada (nep. नायकवडा) – gaun wikas samiti w zachodniej części Nepalu w strefie Bheri w dystrykcie Jajarkot. Według nepalskiego spisu powszechnego z 2001 roku liczył on 810 gospodarstw domowych i 4702 mieszkańców (2286 kobiet i 2416 mężczyzn).